# Fureidis
Fureidis (àrab: الفريديس, al-Furaydīs; hebreu: פוריידיס‎) és un consell local arab-israelià del Sub-districte de Hadera a Israel. El poble va ser reconegut en 1952. En 2016 la seva població era d'aproximadament 12.608 habitants. Fureidis vol dir paradís en àrab.